# UEFA Golden Jubilee Poll
La UEFA Golden Jubilee Poll è un sondaggio online condotto nel 2004 da UEFA come sottosezione della celebrazione degli UEFA Jubilee Awards, che celebra i migliori calciatori d'Europa dei cinquant'anni precedenti. Il sondaggio, disponibile sul sito web dell'UEFA riguardava la scelta da parte di persone dei 10 calciatori preferiti dei cinque decenni precedenti, su una rosa di 250 giocatori. Oltre 150.000 persone hanno risposto, producendo oltre sette milioni di voti. Zinédine Zidane raggiunge il primo posto, seguito da Franz Beckenbauer e Johan Cruijff.

## Lista completa
|    | Giocatore               | Nazione          | Voti    |
| -- | ----------------------- | ---------------- | ------- |
| 1  | Zinédine Zidane         | Francia          | 123,582 |
| 2  | Franz Beckenbauer       | Germania Ovest   | 122,569 |
| 3  | Johan Cruijff           | Paesi Bassi      | 119,332 |
| 4  | Marco van Basten        | Paesi Bassi      | 117,987 |
| 5  | Dino Zoff               | Italia           | 114,529 |
| 6  | Alfredo Di Stéfano      | Argentina Spagna | 107,435 |
| 7  | Eusébio                 | Portogallo       | 103,937 |
| 8  | Lev Jašin               | Unione Sovietica | 101,862 |
| 9  | Michel Platini          | Francia          | 99,380  |
| 10 | Paolo Maldini           | Italia           | 95,497  |
| 11 | Ferenc Puskás           | Ungheria Spagna  | 94,361  |
| 12 | Paolo Rossi             | Italia           | 91,194  |
| 13 | Ruud Gullit             | Paesi Bassi      | 91,001  |
| 14 | Bobby Charlton          | Inghilterra      | 89,921  |
| 15 | Lothar Matthäus         | Germania Ovest   | 86,798  |
| 16 | Karl-Heinz Rummenigge   | Germania Ovest   | 86,649  |
| 17 | Franco Baresi           | Italia           | 83,800  |
| 18 | Gerd Müller             | Germania Ovest   | 82,668  |
| 19 | George Best             | Irlanda del Nord | 79,036  |
| 20 | Kevin Keegan            | Inghilterra      | 78,840  |
| 21 | Frank Rijkaard          | Paesi Bassi      | 71,333  |
| 22 | David Beckham           | Inghilterra      | 71,299  |
| 23 | Bobby Moore             | Inghilterra      | 70,884  |
| 24 | Roberto Baggio          | Italia           | 68,239  |
| 25 | Michael Laudrup         | Danimarca        | 67,484  |
| 26 | Ronald Koeman           | Paesi Bassi      | 66,661  |
| 27 | Peter Schmeichel        | Danimarca        | 66,463  |
| 28 | Gheorghe Hagi           | Romania          | 62,383  |
| 29 | Sepp Maier              | Germania Ovest   | 62,375  |
| 30 | Oliver Kahn             | Germania         | 58,151  |
| 31 | Luís Figo               | Portogallo       | 58,078  |
| 32 | Raúl                    | Spagna           | 56,880  |
| 33 | Berti Vogts             | Germania Ovest   | 55,398  |
| 34 | Johan Neeskens          | Paesi Bassi      | 54,796  |
| 35 | Gianni Rivera           | Italia           | 53,874  |
| 36 | José Antonio Camacho    | Spagna           | 53,873  |
| 37 | Marco Tardelli          | Italia           | 53,732  |
| 38 | Just Fontaine           | Francia          | 53,612  |
| 39 | Peter Shilton           | Inghilterra      | 50,841  |
| 40 | Bernd Schuster          | Germania Ovest   | 50,247  |
| 41 | Raymond Kopa            | Francia          | 49,504  |
| 42 | Éric Cantona            | Francia          | 48,436  |
| 43 | Stanley Matthews        | Inghilterra      | 47,915  |
| 44 | Ruud van Nistelrooij    | Paesi Bassi      | 47,398  |
| 45 | Valentin Koz'mič Ivanov | Unione Sovietica | 46,022  |
| 46 | Gary Lineker            | Inghilterra      | 44,787  |
| 47 | Alessandro Nesta        | Italia           | 44,667  |
| 48 | José Santamaría         | Uruguay Spagna   | 43,690  |
| 49 | Alessandro Del Piero    | Italia           | 43,227  |
| 50 | Alessandro Costacurta   | Italia           | 42,511  |